# ارتباطات در ایران
ارتباطات در ایران یکی از موضوعاتی است که پیشینه تاریخی-باستانی در ایران دارد که با توجه به دانش روز، این حیطه نیز در معرض تغییر و تحول بسیاری قرار گرفته است. ارتباطات مدرن -مخابرات- در ایران به همت عین‌الله محمودی همدانی در ایران گسترش پیدا کرد. 

## صنعت مخابرات

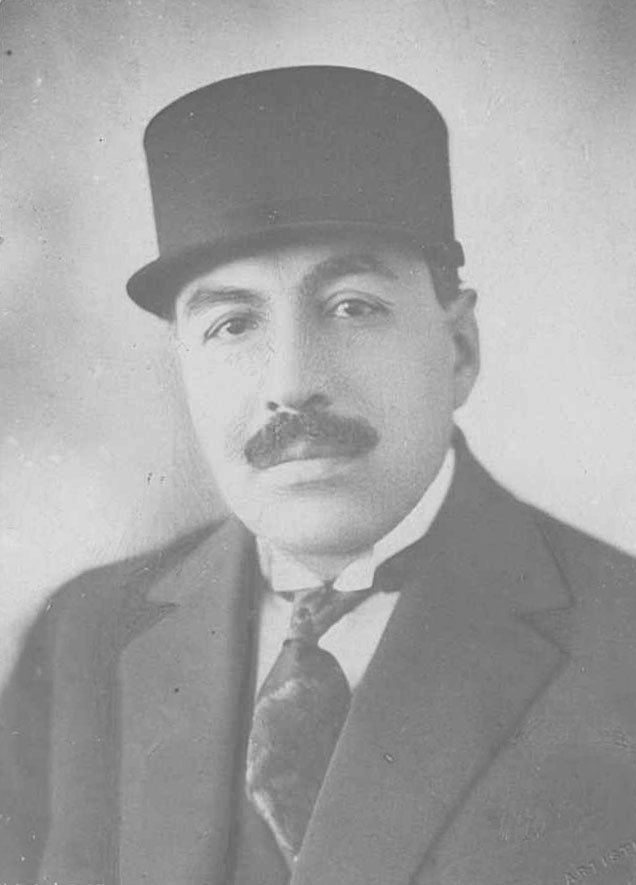
قاسم‌خان صور اسرافیل، نخستین وزیر پست و تلگراف ایران

صنعت مخابرات ایران تقریباً به‌طور کامل متعلق به دولت بوده و توسط شرکت مخابرات ایران اداره می‌شود. ضریب نفوذ خطوط تلفن ثابت در سال ۲۰۰۴ میلادی از رشد و توسعهٔ قابل قبولی در منطقه برخوردار بوده به‌طوری‌که در ازای هر ۱۰۰ نفر ۲۲ خط تلفن وجود دارد که بالاتر از مصر با ۱۴ و عربستان سعودی با ۱۵ قرار دارد هرچند که از امارات متحدهٔ عربی با ۲۷ خط تلفنی پایین‌تر بود اما با این حال با استانداردهای منطقه‌ای مطابق است. در ایران به ازای هر نفر در سال ۲۰۱۲ بیش از یک تلفن همراه وجود داشت.
در سال ۲۰۰۸ بیش از ۵۲٬۰۰۰ دفاتر خدمات ارتباطی روستایی وجود دارد که به ارائهٔ خدمات مخابراتی به روستاییان می‌پردازند. تعداد خطوط تلفن ثابت در ایران بیش از ۲۴ میلیون خط با ضریب نفوذ ۳۳٫۶۶ درصد بوده‌است. ایران با داشتن ۴۳ میلیون کاربر اینترنت رکورددار خاورمیانه بوده هر چند که از لحاظ سرعت اینترنت در منطقه در جایگاه پایینی قرار دارد.
ایران در میان پنج کشور اولی قرار دارد که تا به حال به نرخ رشد بیش از ۲۰ درصد رسیده‌اند که این خود بالاترین سطح از توسعه در ارتباطات از راه دور است.
ایران به‌خاطر گسترش دفاتر خدماتی مخابراتی روستایی موفق به دریافت گواهی ویزهٔ یونسکو شد.
در پایان سال ۲۰۰۹ میلادی مخابرات ایران با درآمد ۹٫۲ میلیارد دلار به عنوان چهارمین بازار بزرگ منطقه شناخته شد و انتظار می‌رود با رشد ۶٫۹ در صدی در سال ۲۰۱۴ به درآمدی معادل ۱۲٫۹ میلیارد دلار دست یابد.
با توجه به مجلهٔ الکترونیکی سیستم‌های اطلاعاتی کشورهای در حال توسعه سهم فناوری اطلاعات و ارتباطات در ایران از تولید ناخالص داخلی در سال ۲۰۰۲ میلادی چیزی میان ۱٫۱ تا ۱٫۳ درصد بوده‌است حدود ۱۵۰٬۰۰۰ نفر در ای‌سی‌تی فعالند که از این تعداد ۲۰٬۰۰۰ نفر در صنعت نرم‌افزار به‌کار گرفته شده‌اند. تعداد ۱٬۲۰۰ شرکت در بخش فناوری اطلاعات تا سال ۲۰۰۲ ثبت شده که ۲۰۰ شرکت در توسعهٔ نرم‌افزار فعالند. صادرات نرم‌افزار در سال ۲۰۰۸ میلادی ۵۸ میلیون دلار بوده‌است.

## پست
شرکت پست ایران

## تلفن / موبایل
تعداد اشتراکهای تلفن ثابت تا پایان سه‌ماهه چهارم سال ۱۴۰۰
پوشش ۴جی در کشور حدود ۹۰٪ است.

## اینترنت
در دولت رئیس‌جمهور ابراهیم رئیسی وزیر ارتباطات و فناوری اطلاعات پروژه ملی فیبرنوری برای ایجاد دسترسی برای بیست ۲۰ میلیون نفر (پورت) شروع کرد.
از نظر عملکرد شرکت‌های ارائه خدمات انتقال داده از طریق ارتباطات ماهواره ای شرکت ملی خدمات انفورماتیک رتبه یک کشور را دارد.
| شرکت/اپراتور | سهم بازار |
| --- | --------- |
| مخابرات ایران | ۴۷٪       |
| ایرانسل TD-LTE | ۱۰٪       |
| شاتل | ۹٪        |
| آسیاتک | ۸٪        |
| شرکتهای سروکو | %۵        |
| پارس آنلاین | ۴٪        |
| مبین نت TD-LTE | ۳٪        |
| صبانت | %۳        |
| پیشگامان توسعه ارتباطات                                                                                               | %۳        |
| های وب | ۲٪        |
| داده پردازی فن آوا | ۲٪        |
| رهام تک | %۲        |
| حلماگسترخاورمیانه\|ارتباطات ثابت پارسیان\|داده پردازی رسپینا فرابرد داده‌های ایرانیان\|گسترش ارتباطات مبنا\|فناپ تلکام | <۰٪/۱     |
| مرجع |           |